# 膝龍屬
膝龍屬（學名：Genusaurus）意為「膝蓋蜥蜴」，是白堊紀的一屬恐龍。膝龍屬於角鼻龍下目，並可能是食肉牛龍的近親。膝龍的化石被發現於法國。膝龍的身長估計為3.6公尺，重量約50公斤。膝龍的生存年代約是阿普第階，約1億2000萬到1億1000萬年前。
模式種是希斯特膝龙（G. sisteronis），种名指化石发现地附近的锡斯特龙。化石是在1995年Accarie等人據部份骨骼而描述、命名的。

## 外部連結
- https://web.archive.org/web/20090628102404/http://www.thescelosaurus.com/ceratosauria.htm
- http://web.me.com/dinoruss/de_4/5a648e1.htm （页面存档备份，存于）